# Senusret III
Senusret III, en äldre stavning är Sesostris, var en fornegyptisk farao av den tolfte dynastin vars regeringstid var från 1872 till 1853/52 f.Kr.
Senusret III var son till farao Amenemhet II. En pyramid påbörjades av Senusret III i Dahshur men han lät även uppföra ett gravmonument i Abydos där han troligen blev begravd. Han efterträddes av sin son Amenemhet III.